# Río Navea
El río Navea es un río del noroeste de la península ibérica que discurre por la provincia de Orense, Galicia, España. Es un afluente del río Bibey por su margen izquierda, siendo este a su vez tributario del río Sil. Su longitud es de 41 km y drena una pequeña cuenca de 269 km².

## Recorrido
El río Navea nace en los Altos de Gancedo, a 1.260 m de altura, en la sierra de San Mamed, en el municipio de Laza. Se forma por la unión de varios arroyos.En su nacimiento, en el tramo del nacimiento al Caserío De Edreira recibe el nombre de Rego Da Edreira, y de allí al embalse, Río da Queixa.Del embalse a la desembocadura, Río Navea Tiene numerosos arroyos como afluentes, que recogen aguas principalmente de la sierra de Queija, entre los que destacan el río Rabal por la izquierda y el río Grande por la derecha.
A lo largo de su curso, además del municipio de Laza, atraviesa el de Chandreja de Queija, sirve de límite entre los municipios de Río y Puebla de Trives, para en este último unirse al río Bibey poco antes de que este rinda sus aguas en el río Sil, cerca del lugar de Pontenovo. Como en otros ríos de montaña,  el Navea va encajado prácticamente en todo su recorrido, formando algunas de las gargantas más profundas del relieve gallego, dada la dureza del material geológico de la cuenca: micacitas, granito y granodioritas.

## Explotación
El río Navea es una de las corrientes fluviales más explotadas para la producción de energía eléctrica, pues cuenta con 4 embalses: Chandreja, Guístolas, San Cristóbal y Pontenovo.

## Ecologismo
La cuenca del río Navea forma parte del espacio protegido del Macizo Central Orensano.